# Ширмо-Щербинский, Константин Ильич
Константин Ильич Ширмо-Щербинский (1828 — 27 декабря 1903 (9 января 1904), Санкт-Петербург) — русский военный деятель, генерал-майор.

## Биография
Из дворян Cмоленской губернии, православный. Вместе с братом — Николаем, воспитывался в Дворянском полку и Тамбовском кадетском корпусе, откуда в 1847 году был выпущен прапорщиком в Житомирский гарнизонный батальон внутренней стражи (его брат Николай был выпущен туда же годом ранее).
В 1848 году переведён тем же чином в запасной батальон Люблинского егерского полка. С 1853 года — прапорщик запасного эскадрона Драгунского Великого князя Михаила Николаевича (Кинбурнского)  полка. Поручик того же полка (1854). Переведён поручиком в Драгунский Великого князя Владимира Александровича (Новороссийский) полк (1857). Кавалер ордена Святого Станислава 3 степени (1862; к этому времени — штабс-капитан).
Участник подавления Польского восстания 1863—1864 годов. Капитан (1863). За отличие в боях против польских мятежников в отряде генерал-майора К. О. Ченгеры, Ширмо-Щербинскому 22 июля 1863 года объявлено монаршее благоволение.
В том же 1863 году награждён орденом Святой Анны 3 степени с мечами и бантом «за дело 5, 6 и 9 марта 1863 года под Хробжей, в Гроховинском и Черниховском лесах»; позднее за польскую кампанию пожалован орденом Святого Станислава 2 степени с мечами (1865) «за разновременные дела в течение 1863 и 1864 годов».
С 1868 года — майор. В том чине награждён орденом Святого Владимира 4 степени с бантом, за 25 лет беспорочной службы в офицерских чинах (1873) и орденом Святого Станислава 2 степени с императорской короной (1874). Подполковник (1876) Командовал 2-м дивизионом полка и служил в должности помощника полкового командира, по строевой части. В 1879 году назначен командиром 1-го дивизиона. В 1881 году был произведён в полковники, но продолжал служить на той же должности. С 1882 года — председатель полкового суда. Кавалер ордена Святой Анны 2 степени (1883).
В 1886 году уволен в отставку с производством в чин генерал-майора и пенсией половинного оклада.
Кроме орденов, имел медали: «В память войны 1853—1856 годов»  (светло-бронзовую на Андреевской ленте; 1858) и «За усмирение польского мятежа» (светло-бронзовую; 1865).
В отставке жил в Санкт-Петербурге, в последние годы — на Мало-Охтинском проспекте. Скончался в том же городе.
Был женат. Сын — Константин Константинович Ширмо-Щербинский, ротмистр армейской кавалерии, прикомандированный к Киевскому губернскому жандармскому управлению. В период Первой мировой войны служил исправляющим должность штаб-офицера для поручений отдела генерал-квартирмейстера и начальником контрразведки штаба 8-й армии. Был награжден орденами Святой Анны 3 степени (1915) и 2 степени (1917), орденом Святого Станислава 2 степени (1915). Как военный контрразведчик, отлично проявил себя при подготовке армии к Брусиловскому прорыву, за что был награждён орденом Святого Владимира 4 степени.